# Gotthard Ebert
Gotthard Ebert (* 20. Dezember 1912; † 29. Januar 1980 in Aulendorf) war ein deutscher Synchronsprecher.
Ebert sprach in den 1970er Jahren ein paar Figuren für die Fernsehproduktionen der Augsburger Puppenkiste.

## Filmografie
- 1973: Don Blech und der Goldene Junker
- 1974: Urmel spielt im Schloss
- 1975: Der kleine Muck
- 1978: Das kalte Herz
- 1978: Lord Schmetterhemd